# Dinosauri italiani

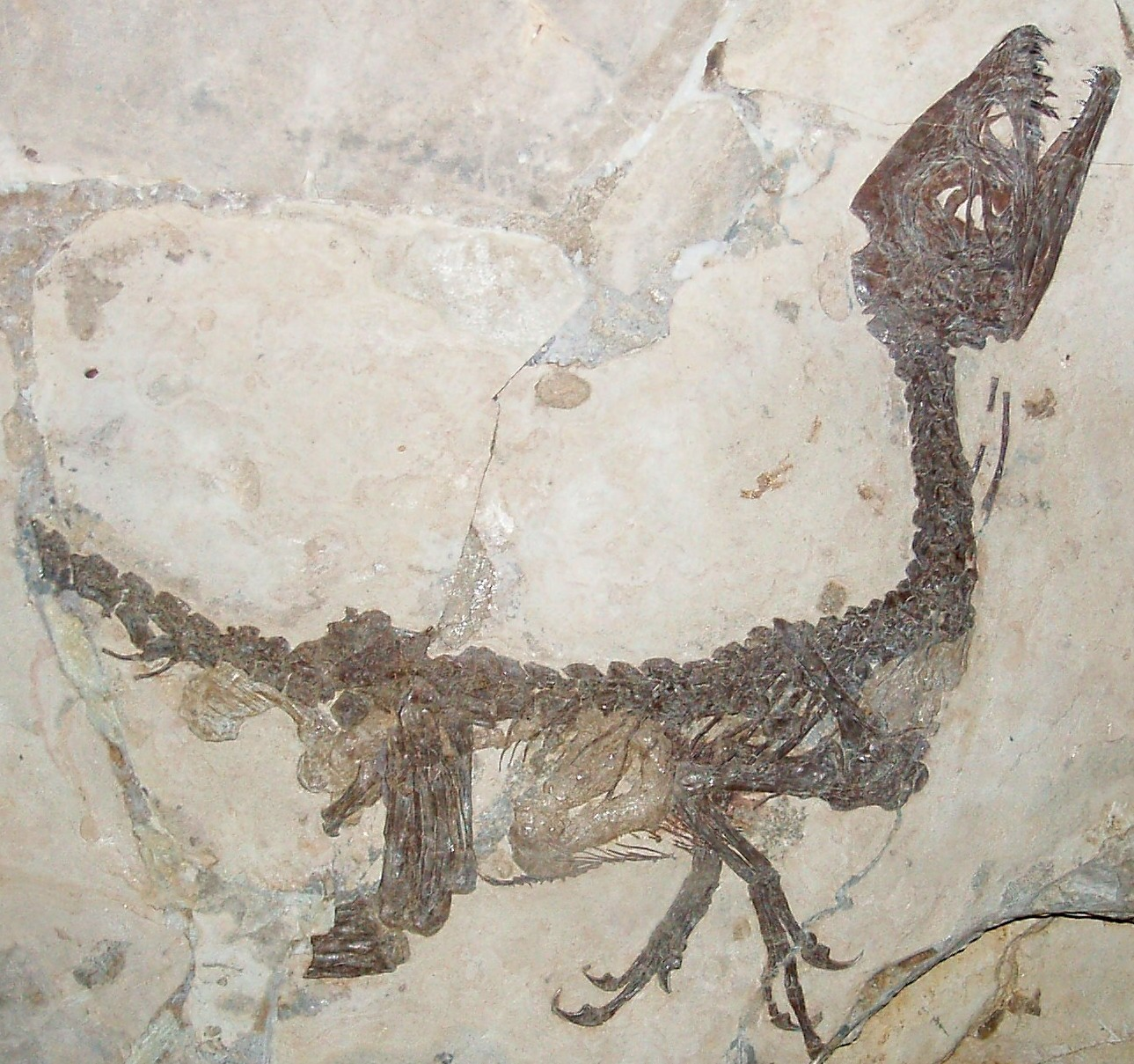
Fossile di Scipionyx samniticus, soprannominato "Ciro" dalla stampa italiana

La presenza di dinosauri in Italia, fino agli anni ottanta del secolo XX, era ritenuta inconsistente in quanto il territorio era considerato privo di resti fossili di dinosauri soprattutto perché, sulla base di ricostruzioni paleogeografiche, si riteneva che nei periodi Giurassico e Cretaceo, quelli di maggior sviluppo dei dinosauri, la penisola fosse ricoperta totalmente dalle acque della Tetide. Questa supposizione si basava sul fatto che le rocce sedimentarie presenti e note nell'area italiana sono indicate come depostesi in ambienti marini.
La prima traccia di dinosauro mai rinvenuta in Italia, era una piccola impronta di zampa con tre dita. Fu scoperta in Toscana nel 1940 e pubblicata nel 1941 ma, a causa dello stato di guerra e della sua unicità, il rinvenimento rimase dimenticato, lasciando continuare la presunzione dell'assenza di fossili di dinosauri nell'area italiana.
Le prime evidenti tracce di dinosauri riconosciute come tali si ebbero nella seconda metà degli anni ottanta, quando vennero rinvenute, grazie ad alcuni escursionisti interessati alla natura, delle impronte in Liguria, Veneto e in Trentino, risalenti al Triassico superiore e al Giurassico inferiore; a questi ritrovamenti ne fecero seguito altri. Nel 1998 avvenne poi l'annuncio del ritrovamento in Campania di Scipionyx samniticus, il primo fossile di dinosauro rinvenuto nel 1981 in Italia, raccolto, ma inizialmente non riconosciuto come tale, da un paleontofilo, Giovanni Todesco, a Pietraroja.

## Ritrovamenti di scheletri

### Giurassico

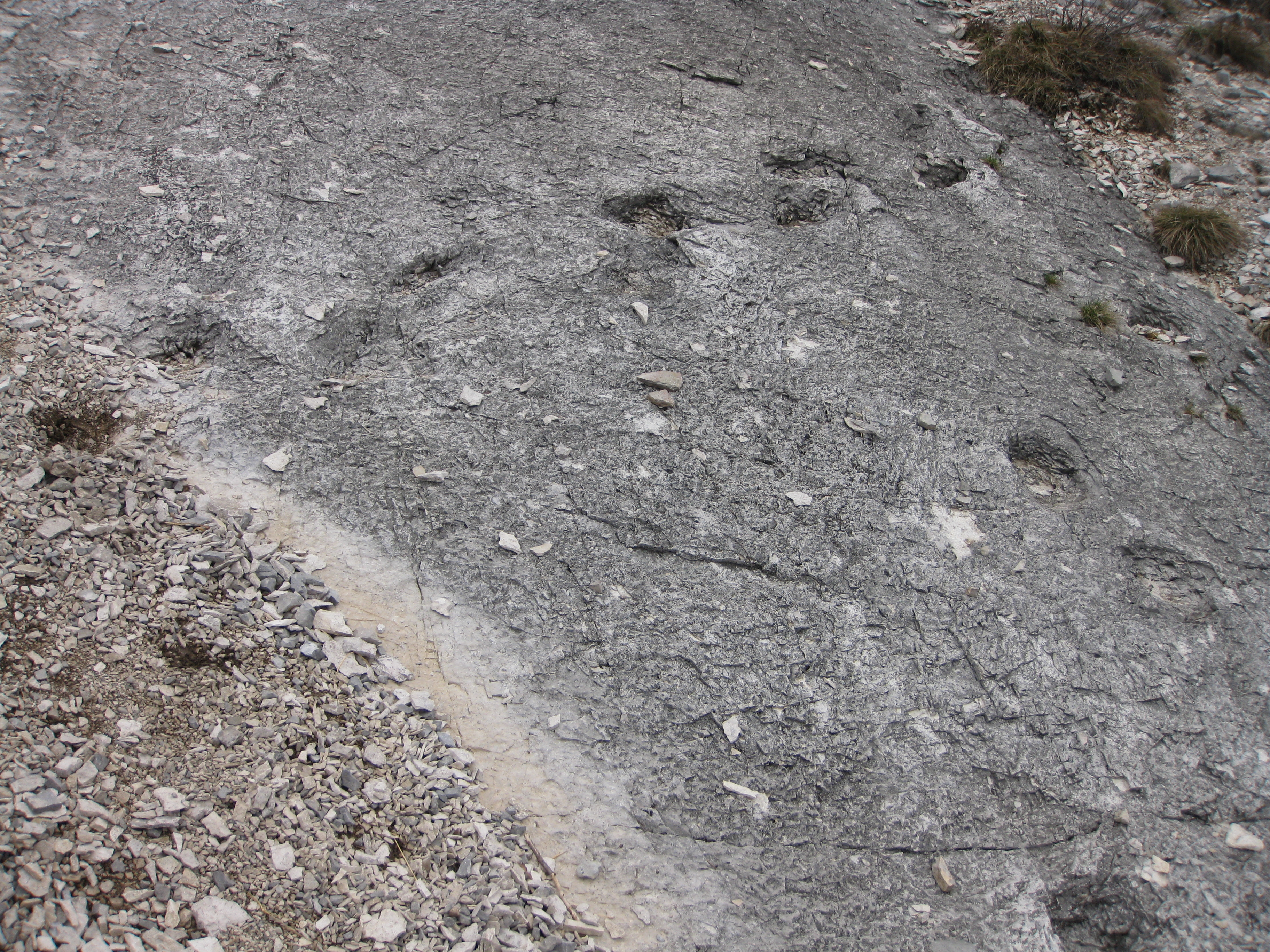
Tracce dei dinosauri ai Lavini di Marco

#### Saltriovenatorlombardo

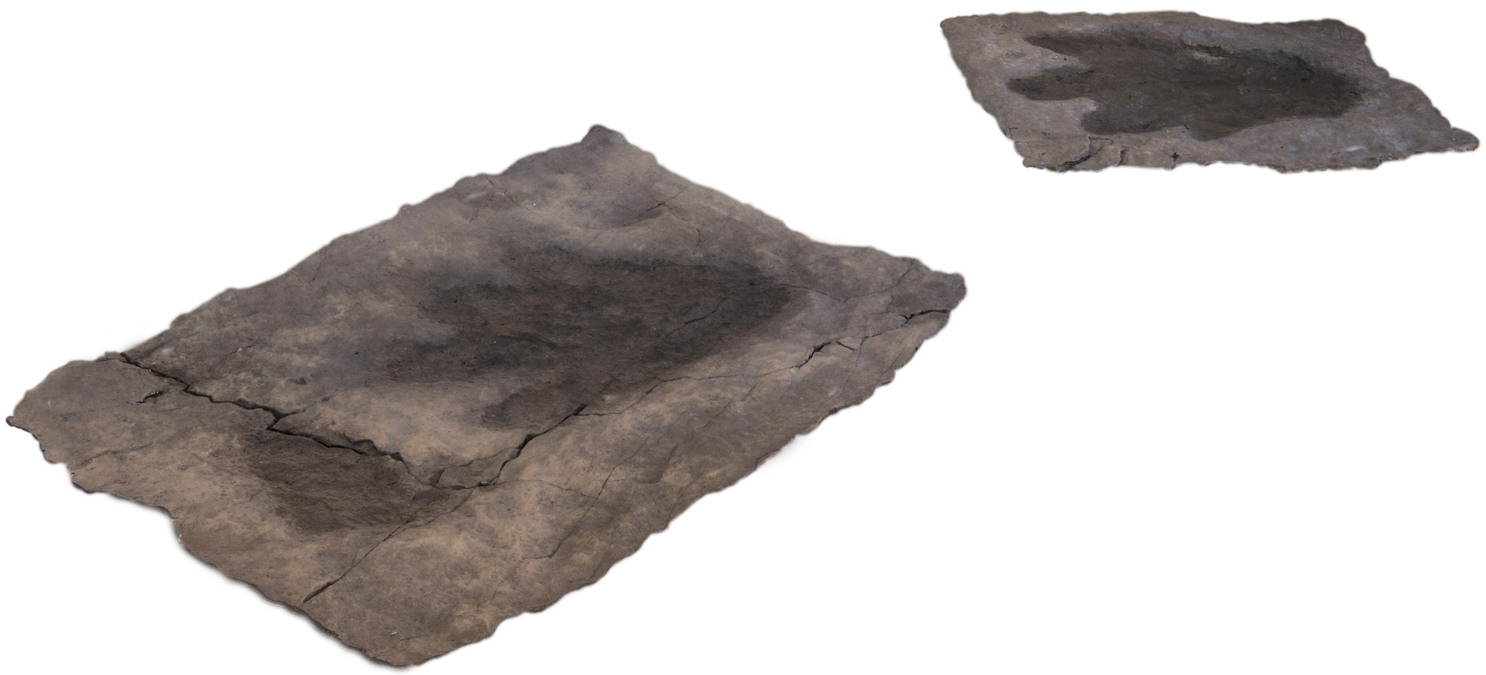
Stereogramma di impronta di dinosauro ai Lavini di Marco

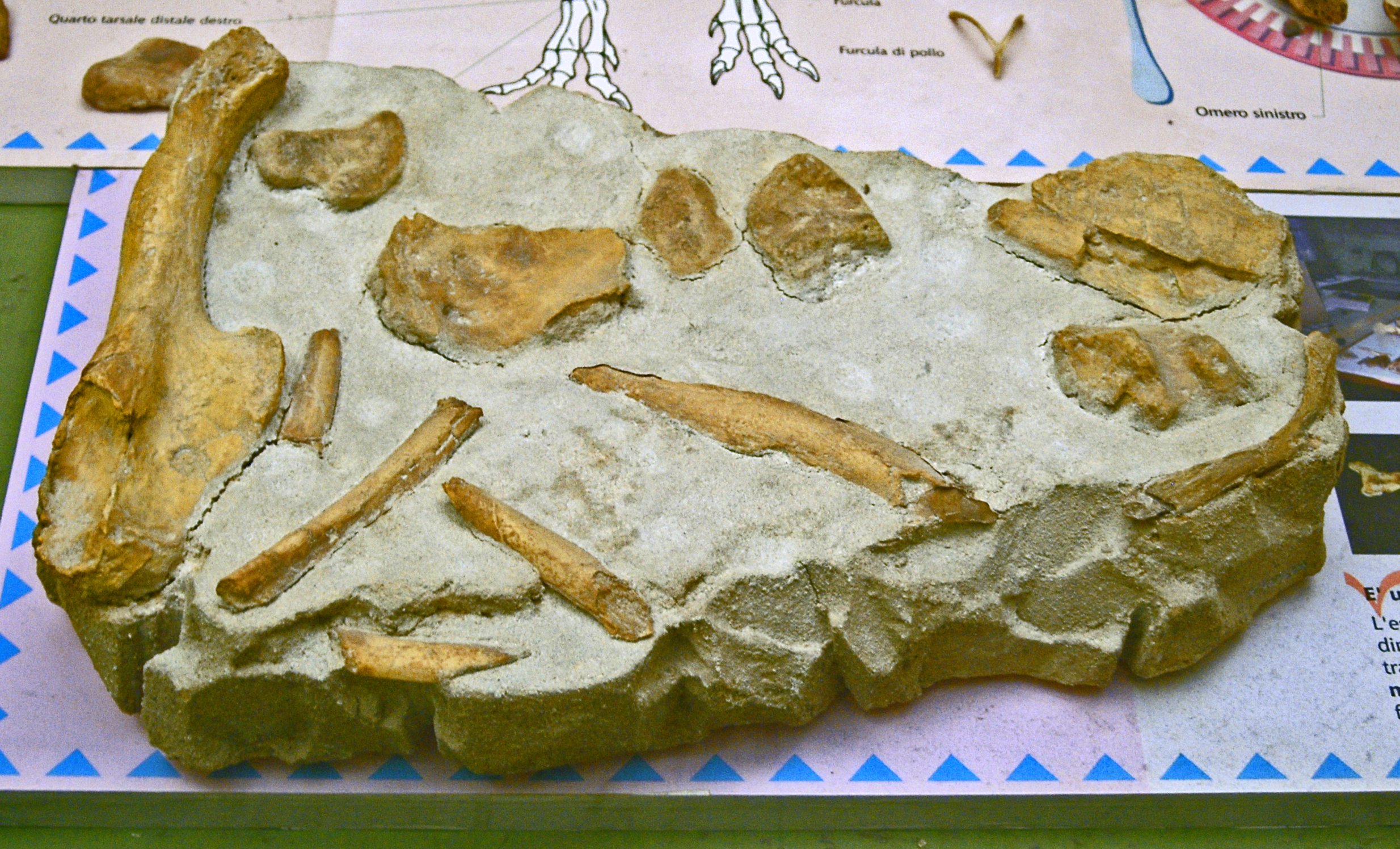
Calco del blocco di calcare con i frammenti ossei di Saltriosauro, parzialmente ripulito, mostrante lo stato di disarticolazione in cui erano fossilizzati

Nel 2000 è stata resa pubblica la scoperta, nei pressi di Varese, dei resti fossili di un grande teropode tetanuro, attribuito come nomen nudum al genere "Saltriosaurus". Si tratta di pochi frammenti ossei e di denti, rinvenuti sparsi, non in connessione anatomica, entro alcuni massi rocciosi, scoperti da un paleontofilo in una cava di calcare utilizzato per scopi edilizi e da questi consegnati a Cristiano dal Sasso.
Nel 2018 questo teropode venne descritto nel dettaglio e ricevette un nome scientifico, Saltriovenator zanellai. Esso si rivelò un membro di Ceratosauria, anziché un tetanuro come ritenuto in precedenza. Questo esemplare di dinosauro carnivoro, rinvenuto nei calcari della formazione di Saltrio, contenenti fossili tipici di ambiente marino pelagico del Sinemuriano, datazione confermata dal rinvenimento in essa di 19 specie di fossili guida di ammoniti di questo piano, quindi del Giurassico inferiore, è il più antico del suo gruppo. Essendo un animale terrestre, si deve presumere che i suoi resti siano finiti in mare a seguito di una tempesta che abbia spazzato la costa oppure trasportati da una corrente fluviale che sfociava in mare, e depostisi in acque non troppo profonde, come indicato dalle tracce di bioerosione sui resti ossei, prodotte da invertebrati marini, evidenziate dall'analisi tafonomica di questo fossile.

### Cretaceo

#### Titanosauro laziale
Nel 2016, un team di paleontologi italiani guidati da Cristiano Dal Sasso ha pubblicato la scoperta di fossili di sauropode titanosauride, provenienti da un affioramento di calcare Cretacico nella località Rocca di Cave, in provincia di Roma. Dei blocchi rocciosi, estratti da Rocca di Cave nel 2008, dovevano essere usati per costruire un muro a secco, ma furono notati per il loro contenuto anomalo da Antonio Bangrazi (costruttore del muretto), che inviò delle fotografie a Gustavo Pierangelini, un amico paleontofilo, che infine segnalò questa scoperta a Cristiano Dal Sasso. Opportunamente preparati, i fossili rivelarono essere due frammenti di ossa piatte, probabilmente frammenti di ilio e pelvi del bacino, e una vertebra caudale in ottimo stato di conservazione. I frammenti ossei si trovavano in condizioni disarticolate. La classificazione sistematica del fossile è stata possibile in quanto la vertebra rinvenuta possiede una serie di caratteristiche diagnostiche peculiari di un solo clade di dinosauri: Titanosauria.
Sebbene non sia possibile stabilire lo stadio di crescita dell'animale, le dimensioni della vertebra indicano un sauropode di media taglia non superante gli 8 metri di lunghezza. Da alcune analisi cladistiche, i parenti più prossimi di questo animale risultano i sauropodi Malawisaurus, Mongolosaurus e Rapetosaurus, tutti (eccetto Mongolosaurus dall'Asia) sono originari dell'Africa, e ciò suggerisce una qualche connessione eurasiatico-africana che passasse per quella che è l'Italia centrale.
L'analisi del contenuto faunistico associato ha indicato una età del sedimento contenente il fossile compresa fra l'Aptiano superiore e l'Albiano, l'ambiente deposizionale è di piattaforma carbonatica interna lagunare con un'accentuata influenza tidale. L'età di questo fossile è prossima a quella di Scipionyx, così come la medesima locazione geografica in Italia centrale, tra Lazio e Campania: questo potrebbe indicare la presenza di aree emerse nell'area, nella parte centrale del Cretacico.

#### Campania:Scipionyxil primo dinosauro rinvenuto

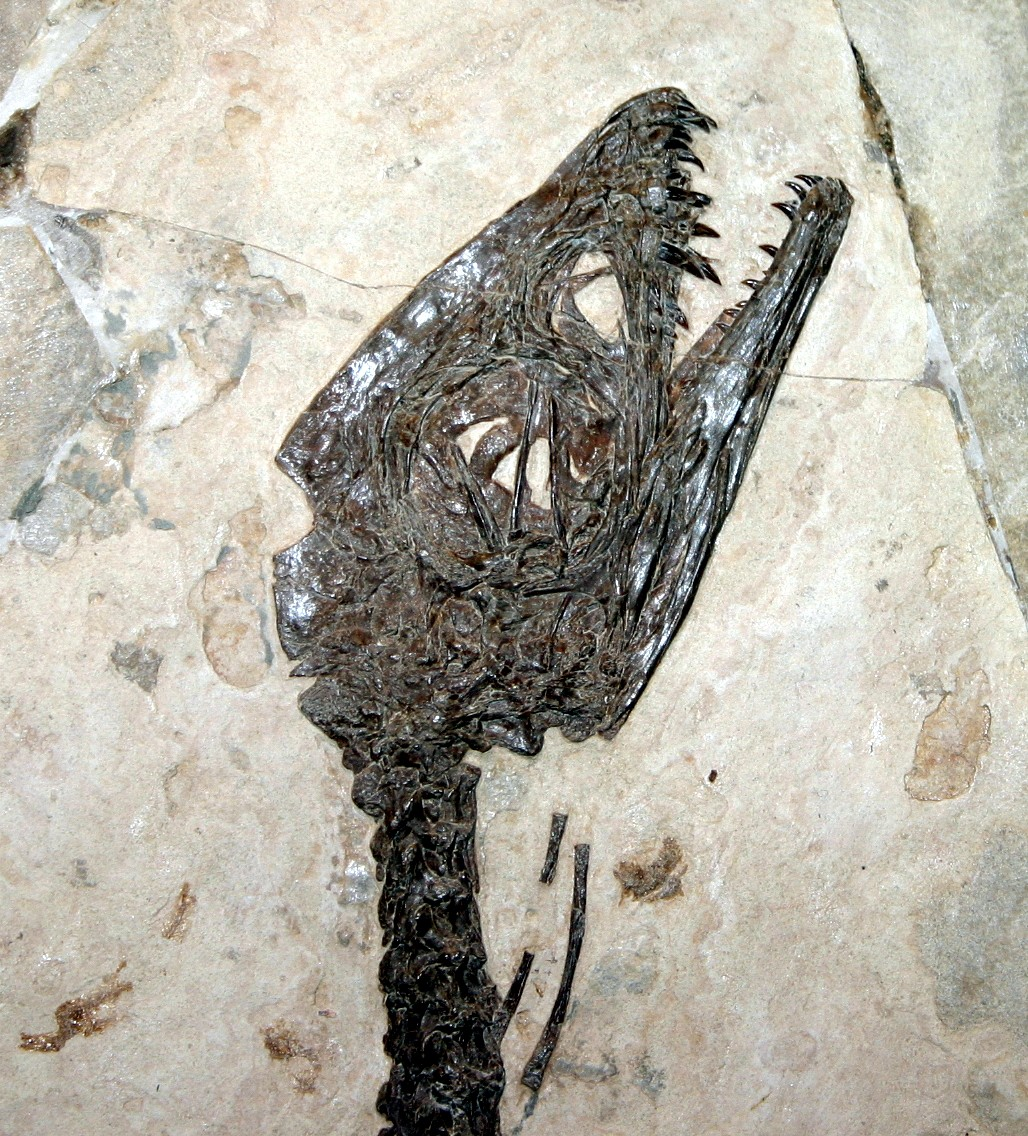
Fotografia del cranio di Scipionix, mostrante i fini dettagli del fossile

Nei pressi di Benevento, a Pietraroja esiste un importante giacimento di vertebrati fossili, in calcari del Cretaceo inferiore, noti fin dal 1798 per l'ottimo stato di conservazione di vertebrati fossili descritti ampiamente già dal finire dell'Ottocento. In una cava abbandonata, trasformata in discarica, dove precedentemente questo calcare era stato abbondantemente estratto per scopi edili, nel 1981 il paleontofilo Giovanni Todesco, cercando fra blocchi rocciosi scartati dalla lavorazione e contenenti qualche traccia di pesci fossili scoprì un fossile particolare: si trattava evidentemente di un piccolo rettile, che quando nel 1992 fu consegnato da Todesco a Giorgio Teruzzi paleontologo del Museo civico di storia naturale di Milano fu riconosciuto come primo dinosauro fossile rinvenuto sul suolo italiano.
Si tratta del resto di un piccolo dinosauro carnivoro, morto prima di raggiungere la forma adulta assegnato al nuovo genere Scipionyx, la cui scoperta colse i paleontologi e i geologi di sorpresa obbligando a fine secolo XX a riconsiderare in forma più complessa la paleogeografia del mesozoico italiano e mediterraneo. La presenza di un fossile di rettile terrestre implica la presenza di terre emerse, probabilmente piccole isole.

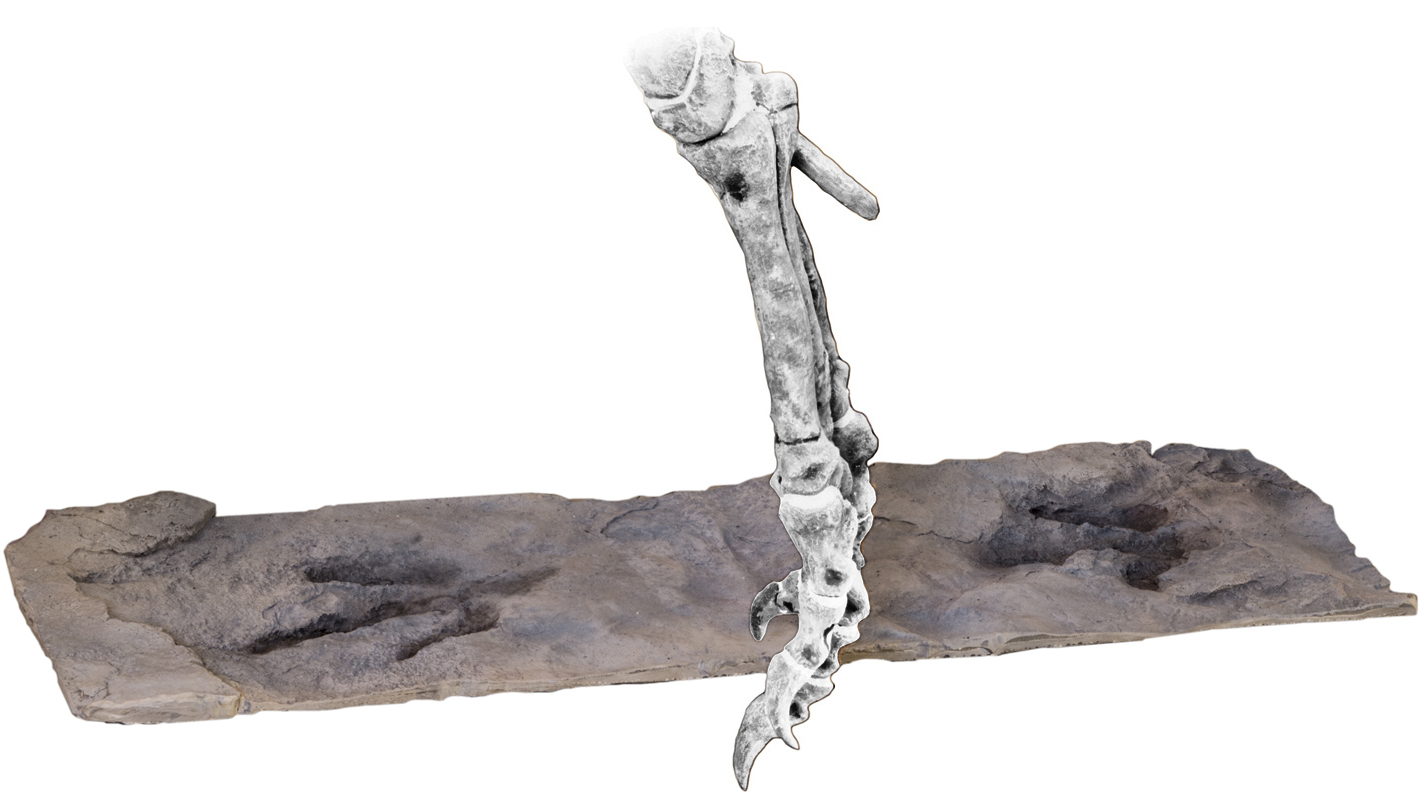
Stereogramma di impronta di dinosauro (Grallator) ai Lavini di Marco

Paleontologicamente l'importanza del ritrovamento di Scipionyx va oltre il suo significato ambientale utile per la ricostruzione paleogeografica dell'area italiana nel mesozoico, in quanto il suo eccellente stato di conservazione con la preservazione di parte degli organi interni dell'animale, le cosiddette "parti molli" normalmente non fossilizzabili, e il contenuto dello stomaco hanno permesso il loro studio.
Giovanni Todesco, dopo aver consegnato il fossile alla Soprintendenza delle belle arti di Salerno fu denunciato per violazione della legge n. 1089 del 1939 che, associando senza distinzione, i reperti archeologici a quelli paleontologici rinvenuti sul suolo della Repubblica Italiana, ne stabilisce la proprietà da parte dello Stato nonché il divieto dell'attività di ricerca e di raccolta. Nel 2004, dopo un processo Todesco fu assolto con formula piena.

#### Teropode siciliano
Un osso di dinosauro fu rinvenuto all'inizio del 2005 in Sicilia, affiorante in una parete della Grotta Lunga nella zona di Capaci in provincia di Palermo entro calcari di retrolaguna della piattaforma carbonatica Panormide del cretacico superiore da F. Pollina durante una ricognizione nella grotta.
L'osso ritrovato appartiene a un arto di un teropode, dato accertato grazie a un piccolo frammento staccato dal reperto che ha permesso di effettuarne l'esame istologico presso lo Steinmann Institute of Geology dell'Università di Bonn.
L'età del fossile inizialmente attribuita al Cenomaniano è stata successivamente definita con maggior precisione come appartenente all'Aptiano superiore -Albiano inferiore.

#### Adrosauro triestino

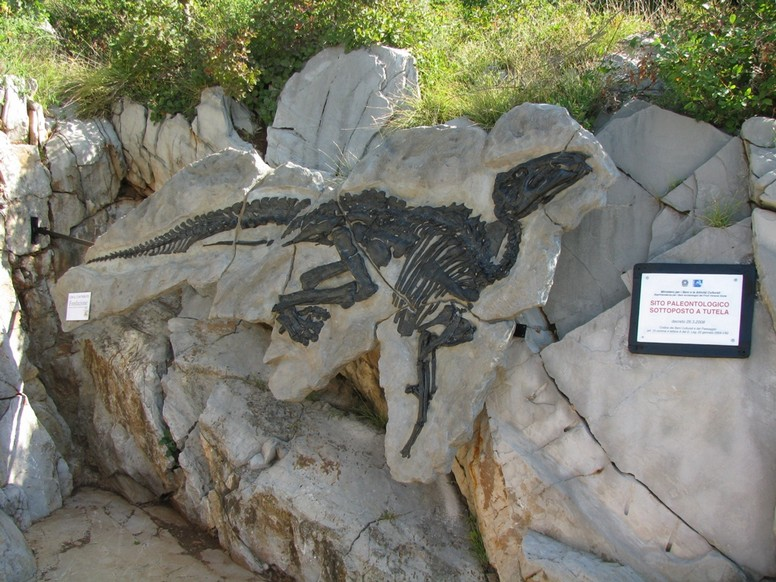
Calco dello scheletro di Tethyshadros esposto nella cava del suo ritrovamento

Alcune parti scheletriche di adrosauroidi, tra cui due scheletri interi ben conservati, sono state rinvenute presso Trieste, gli adrosauri in questione sono stati descritti formalmente nel 2009 con il nome di Tethyshadros insularis, nuova specie e nuovo genere di dinosauro.

I fossili sono stati ritrovati nei pressi del Villaggio del Pescatore, nel comune di Duino-Aurisina, in provincia di Trieste. In una vecchia cava a Duino Aurisina, vicino al mare, negli anni 1980 due cercatori di minerali Alceo Tarlao e Giorgio Rimoli, individuarono entro i calcari della Formazione Liburnia, risalente tra il Campaniano e il Maastrichtiano una lente spessa ben dieci metri e lunga circa settanta metri che conteneva dei frammenti nerastri, uno dei quali raccolto e osservato al microscopio risultò essere un osso fossilizzato. Questi ritrovamenti furono segnalati al Museo civico di Storia Naturale di Trieste, che nel periodo 1992-1994 effettuò una campagna di scavi paleontologici che portarono al ritrovamento di frammenti di ossa di arti anteriori, una serie di quattro vertebre molto schiacciate, un frammento di osso coracoide e un frammento di osso pubico diagnostico per la sua attribuzione attribuzione agli adrosauroidi, oltre che a resti disarticolati di pesci e un resto di vegetale.

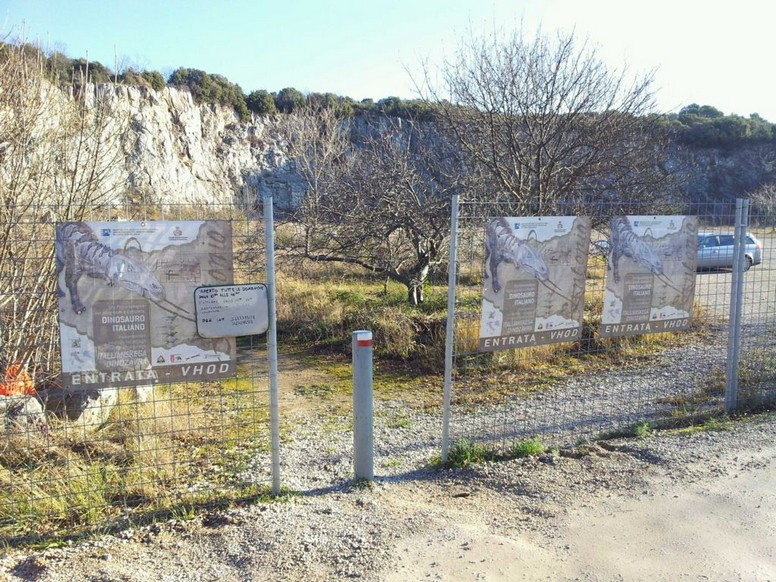
La cava del ritrovamento dell'adrosauro presso Villaggio del Pescatore

Nel 1994 la studentessa Tiziana Brazzatti, svolgendo la sua tesi di geologia nell'area, vi scoprì le ossa di un arto anteriore appartenente a uno scheletro completo.

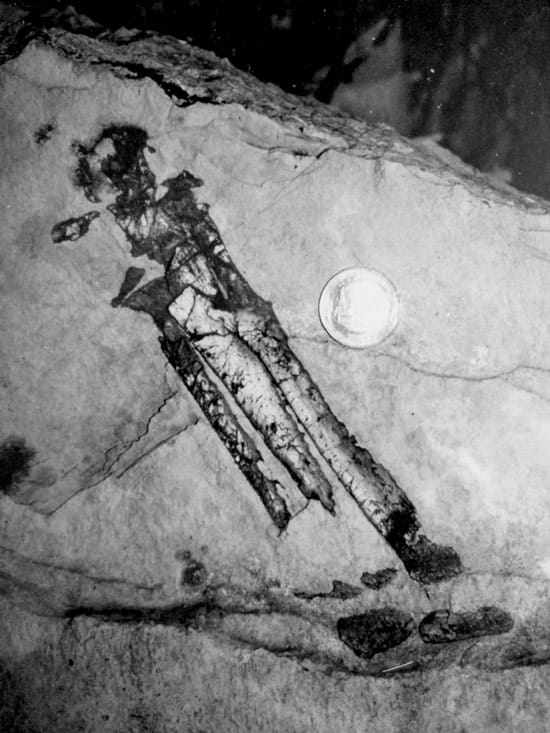
Arto anteriore del dinosauro Tethyshadros insularis scattata al momento della sua scoperta, il 25 aprile 1994, presso il Villaggio del Pescatore nel Comune di Duino Aurisina in provincia di Trieste.

Questa località triestina è l'unica nota in Italia a conservare resti fossili di più di un esemplare di dinosauro e pressoché intatti, condizioni di fossilizzazione che suggeriscono l'autoctonia o quasi dei fossili rinvenuti.
Da questo giacimento provengono anche delle zampe anteriori, una vertebra, un osso del bacino, un cranio disarticolato, sempre di dinosauro, un osso di pterosauro associati a resti disarticolati di pesci, coccodrilli, gamberetti e vegetali, esposti assieme allo scheletro di Tethyshadros insularis nel museo di Storia naturale di Trieste.
Per recuperare il fossile fu creata una società di recupero fossili, la Stoneage, che ebbe il compito non semplice di estrarre il fossile dalla roccia, dovendo spostare ben trecento tonnellate di detriti e roccia.  Nell'aprile 1999 il dinosauro fu rimosso dalla cava, e fu trattato per ben 2 800 ore con acido formico per la rimozione del calcare compatto che inglobava le ossa dell'animale. In seguito furono scoperti altri esemplari di Tethyshadros, tutti sono conservati presso il Museo Civico di Storia Naturale di Trieste. Lo studio del fossile, lungo 4 metri, e la sua attribuzione a una nuova specie fu eseguito dal paleontologo Fabio Marco Dalla Vecchia.
Nel 2018 è iniziata l'attività di estrazione di un secondo scheletro di adrosauro, già battezzato col nomignolo di Bruno, sempre dalla medesima cava e utilizzando il trattamento con acido.
Questo rinvenimento geologicamente si trova entro la successione periadriatica della piattaforma carbonatica cretacica, che ha dimostrato di contenere resti fossili e altre tracce di dinosauri anche in altre località. Nell'area istriana, in Croazia, vicino a Rovigno, nel 1993 fu segnalato il primo rinvenimento di ossa fossili di dinosauri entro uno strato calcareo affiorante sul fondo del mare, una vertebra di un grande erbivoro, poi classificata come appartenente a una nuova specie: Histriasaurus boscarollii.

### Errata identificazione
Nel 2010 fu diffusa la notizia di una identificazione di un fossile di dinosauro visibile sulla superficie di una lastra calcarea, facente parte dell'altare del Duomo di Vigevano, proveniente dalle cave di Arzo. Il paleontologo Andrea Tintori, autore della "scoperta", aveva dichiarato che la lastra mostrerebbe un cranio di dinosauro in sezione. La notizia è stata subito ridimensionata: il presunto dinosauro altro non era che la conchiglia fossile in sezione di un'ammonite, un mollusco cefalopode molto comune nei mari dell'era Mesozoica.

## Ritrovamenti di impronte
Oltre ai resti fossili, in varie aree d'Italia sono state rinvenute delle impronte e talvolta anche delle vere e proprie piste di orme di differenti dinosauri, che hanno suscitato un notevole interesse da parte degli esperti internazionali. I principali rinvenimenti si sono avuti presso Rovereto (TN), il Gargano (FG), ma soprattutto Altamura (BA), dove sono state rinvenute più di 30 000 orme.

### Triassico

#### Monti Pisani
Nel 1940 fu osservata, nei sedimenti della formazione delle Quarziti del Monte Serra, depostesi in ambiente deltizio affioranti sui Monti Pisani presso Agnano pisano,  dal paleontologo tedesco Friedrich von Huene la prima traccia nota di dinosauro, costituita da un'unica impronta tridattila lunga circa 6-7 cm, risalente al Carnico, primo piano del Triassico superiore (228-216,5 milioni di anni fa. La pubblicazione con la descrizione dell'impronta usci l'anno seguente, con l'attribuzione a Coelurosaurichnus toscanus, un piccolo dinosauro carnivoro. Ora l'impronta è attribuita all'ichnogenere Grallator. La pietra contenente l'impronta fossile venne portata nel Museo di Geologia e Paleontologia di Firenze ove è ora custodita.

#### Lerici
Nei sedimenti di ambiente deltizio di età carnico-norico (triassico superiore), della formazione Montemarcello, affioranti nell'Appennino ligure sul promontorio di Lerici vicino a La Spezia, nel 1987 furono trovate durante un'escursione da Ilario Sirigu, all'epoca ragazzo dodicenne, delle impronte attribuite a arcosauri e altri dinosauri.
Il calco completo di una superficie di strato, con le impronte è esposto nel Museo geopaleontologico di Lerici, dedicato al loro scopritore, prematuramente scomparso; il museo custodisce anche i reperti icnologici originari. In totale sono state rinvenute un centinaio di tracce fossile, attribuibili a cinque tipi di rettili di cui tre dinosauri e due tecodonti.

#### Monte Pelmetto

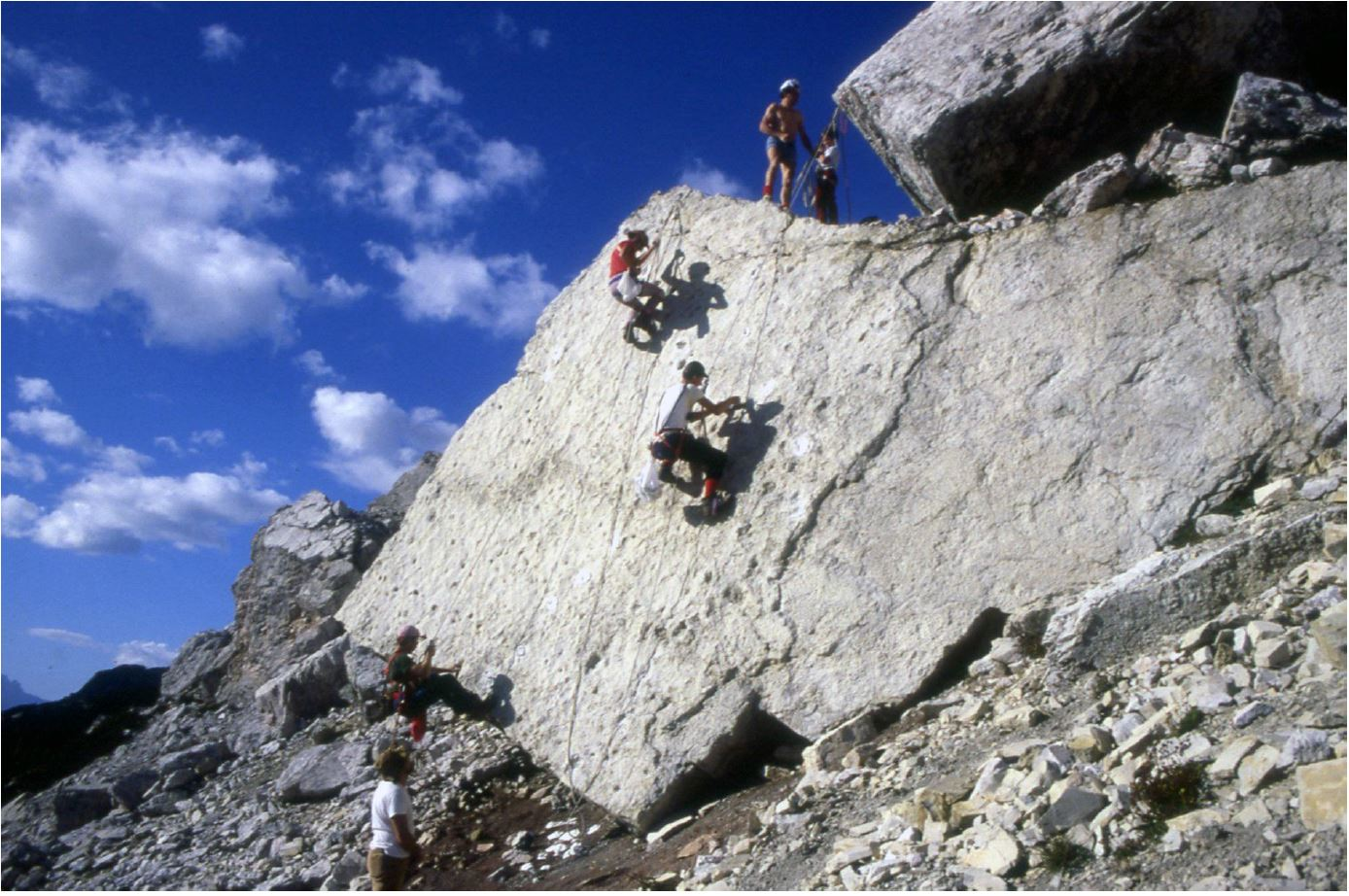
Autunno 1985: il blocco di Monte Pelmetto, con le tracce dei dinosauri, mentre viene studiato dai paleontologi

Il paleosito è costituito da numerose impronte visibili sulla superficie di un grosso masso presente nel detrito di falda, quasi certamente franato dalla parete sud-ovest del monte Pelmetto.
Il loro ritrovamento fu merito della curiosità del naturalista Vittorino Cazzetta che nella prima metà degli anni 1980, durante le sue escursioni sulla montagna aveva osservato sulla superficie di strato del masso la presenza di file di "coppette incavate" per le quali gli era difficile ipotizzare una origine non legata ad attività animale, per quanto al quel tempo in Italia non fossero ancora note tracce o resti fossili ascrivibili con certezza a dinosauri in Italia e quindi le loro prime interpretazioni come tracce fossili di dinosauri furono accolte con scetticismo e incredulità.
La roccia che costituisce il masso appartiene stratigraficamente alla Dolomia principale, che è la formazione tipica del triassico superiore del dominio sudalpino. I dinosauri impressero le orme muovendosi su una vasta piana di marea formata da fanghiglia calcarea.
Le orme presenti sono più di un centinaio, riconducibili a cinque piste di locomozione e sono state attribuite almeno a tre diversi gruppi di dinosauri: a piccoli dinosauri carnivori bipedi del gruppo dei celurosauri, a un primitivo ornitisco e a un grande saurisco erbivoro prosauropode.

#### Castello di San Gottardo (Mezzocorona)
Nel 2004, sulle superficie di alcuni strati presso il castello di San Gottardo, nel comune di Mezzocorona i geologi Marco Avanzini e Matteo Rinaldo, nel corso di un'attività di rilevamento geologico, effettuato per conto del servizio Geologico della Provincia Autonoma di Trento, osservarono una serie di impronte di rettili, rese evidenti dalla particolare illuminazione data dalla inclinazione della luce solare al tramonto, impronte prima non osservate. Le rocce con le impronte appartengono alla formazione Travenanzes, costituita da un'alternanza di strati di dolomie biancastre e argille varicolori (in prevalenza verdi e grigie) in prevalenza, in subordine livelli di calcari, marne, databili al Tuvalico (Carnico superiore) facente parte del Gruppo di Raibl. I pollini rinvenuti negli strati, sono tipici della associazione a Granuloperculatipollis rudis del Tuvalico (suddivisione del Triassico superiore datata da 228 a 216,5 milioni di anni fa), e sono riconosciuti come appartenenti a un'associazione di flora di piana costiera di piante xerofile (quindi tipiche di ambienti con lunghi intervalli di siccità e clima arido), a cui si trovano associati pollini di Riccidsporites tuberculatus, una briofita, indicatrice della presenza nelle vicinanze di un ambiente maggiormente umido con felci e muschi; queste associazioni floristiche suggeriscono l'esistenza di un ambiente simile a quello oggi presente sulle coste del golfo Persico, nel Mar Rosso settentrionale.

#### Dolomiti friulane
Nell'area delle cosiddette dolomiti friulane (Casera Casavento, Forcella Clautana, frazioni del comune Claut), vicino a Pordenone, sono stati rinvenuti una decina di massi provenienti da livelli di dolomia principale triassica, di ambiente tidale contenenti impronte di rettili, riconducibili a dinosauri per la loro tridactilia quasi sempre osservabile.
Altre impronte sono state trovate nel 2012 a Forni Avoltri da don Carlo Gervasi sulla superficie di un masso, di calcare del triassico inferiore, giacente lungo il greto del Rio di Avanza (Pierabech), si tratta di una serie di depressioni, probabilmente lasciate da un tetrapode di medie dimensioni. La scoperta fu segnalata al Museo Friulano di Storia Naturale di Udine, dal suo studio le impronte risultano aventi una morfologia complessa e variabile: in alcuni casi sono osservabili le tre dita, in altre con un dito solo o persino è delineato solamente il margine della zampa, sono state interpretate come indicative di una locomozione di tipo seminuoto, prodotte da un dinosauro nuotante in acque basse e toccante a malapena il fondo con l'estremità degli arti.

#### Monte Pasubio (Vicenza)
Sul Monte Pasubio sono state scoperte da Marco Avazzini 11 impronte riferibili a due generi distinti di dinosauri, teropodi per le orme tridattili e sauropodomorfi basali quelle tetradattili. Le tracce sono databili al Triassico Superiore (Norico).

### Giurassico

#### Lavini di Marco

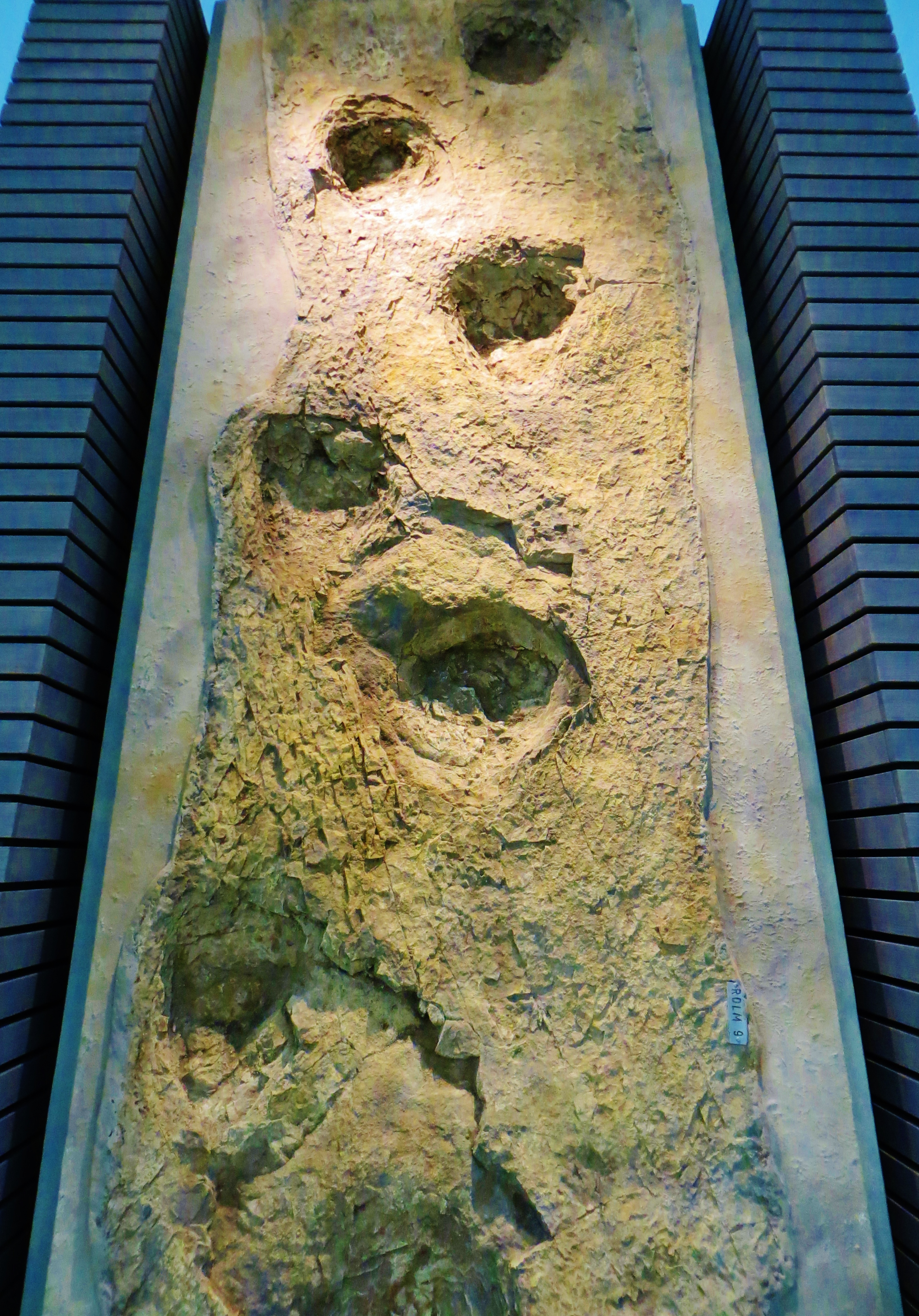
Calco di orme effettuato ai Lavini di Marco

Nella primavera del 1988 a Lavini di Marco, in provincia di Trento, vicino a Rovereto,  il geometra Luciano Chemini, appassionato naturalista osservò su una delle superficie di strato calcarea giurassico lisce, localmente dette colatoi, delle inusuali depressioni circolari, come delle buche riempite di terra entro cui erano cresciute erba, che inizialmente, essendo stata quella località un campo di battaglia della prima guerra mondiale ritenne fossero tracce di esplosione di bombe, ipotesi che rimosse quasi subito osservando che questi circoli, di diametro simile, si disponevano regolarmente appaiati a coppie allineate a formare una serie di file, per cui ipotizzò fossero impronte lasciate da dinosauri, il giorno seguente ritornò sul posto per scattare alcune fotografie che furono inviate al Museo Tridentino di Scienze naturali, dove furono riconosciute tali da Michele Lanziger, Giuseppe Leonardi e Giuseppe Muscio.
Una prima ricognizione dell'area permise il ritrovamento di una ventina di tracce, a partire dall'inizio degli anni 1990 vi furono estensive campagne sistematiche di ricerca nell'area, con la pulitura dal rivestimento erboso di centinaia di metri quadri, fotografia, mappatura delle tracce ed esecuzione di calchi. Complessivamente nell'area sono state trovate un migliaio di impronte attribuibili sia a forme erbivore di dinosauri Sauropodomorppha (simile a Vulcanodon) e Ornitopoda (dubitativamente genere Camptosaurus), sia carnivore Theropoda (dubitativamente genere Dilophosaurus e Syntarsus).  Le impronte sono state rinvenute in 6 livelli, il cui spessore totale è di circa 6 metri, stratigraficamente posto entro la porzione superiore del membro inferiore del gruppo dei Calcari grigi di età Hettangiano-Sinemuriano del giurassico inferiore, depostisi in ambiente di piana di marea.
Oltre alle tracce di dinosauri è stata anche riconosciuta una traccia di un piccolo mammifero, identificata come Brasilichnium isp.
La scoperta di queste tracce accese l'interesse dei paleontologi, nonché del pubblico verso i paleontologi italiani, spingendo a riconsiderare molte tracce, fino a questa data non considerate e non riconosciute come tali, su superfici di strato affioranti mesozoiche.

#### Monte Brento (Valle del Sarca, Trento)
In località Coste dell'Anglone (Dro), sul fianco orientale del Monte Brento, sono state rinvenute tre piste di teropodi entro i calcari della Formazione di Rotzo. Questi sono sedimenti del Sinemuriano medio-superiore (Giurassico inferiore), costituiti da alternanza di lamine stromatolitiche alternate con altri formate da bioclasti carbonatici attribuiti a un ambiente marno marginale di piana tidale, entro una possibile baia o laguna, con un vicino apporto di acque dolci.

#### Molo di Mattinata (Mattinata, Foggia)
Nella località di Mattinata, nel Gargano, sono state rinvenute nel 2001 sono state trovate 40 orme datate al Titoniano (Giurassico superiore) e attribuite a teropodi di medie dimensioni, probabilmente ceratosauri. Le orme hanno grande importanza perché sono le più antiche evidenze di dinosauri nella Piattaforma carbonatica Apula.

### Cretaceo

#### Altamura
Alcune superfici di strato degli affioramenti della piattaforma carbonatica cretacica apula, all'interno della cava di Altamura contengono e mostrano numerosissime impronte di dinosauri.

#### Borgo Celano
In una cava presso Borgo Celano, sono state osservate impronte di dinosauri lungo tre superfici di strato calcaree marnose entro la Formazione di San Giovanni Rotondo datata al piano Hauteriviano, quindi parte medio-bassa del Cretaceo inferiore. Fra queste impronte sono distinguibili almeno quattro diverse morfologie attribuite a teropodi e ornitopodi. La prima segnalazione di impronte, alla sovraintendenza alle antichità, venne effettuata dai geologi A. Bosellini, M. Morsilli, P. Gianolla e F.M. Dalla Vecchia, tuttavia questa loro segnalazione non impedì il prosieguo dei lavori in cava, che smantellarono la superficie con le impronte, di questa superficie sono rimasti intatti alcuni blocchi.

#### Porto Corsini - Cava di Sarone
Nell'estate del 1994 il geologo Sandro Venturini, passeggiando sul molo del porto di Porto Corsini, notò un'impronta tridattila su uno dei blocchi di calcare frangiflutti. L'analisi micropaleontologica, stratigrafica e sedimentologica di quel calcare portò alla sua datazione hauteriviana superiore per la presenza del microfossile Orbitolinopsis capuensis (De Castro), la cui occorrenza è limitata a questo periodo. Le superfici dei parte dei blocchi calcarei presentavano strutture di dissecazione, bioturbazioni da parte di organismi scavatori e brecce pedogenetiche indicative di esposizione subaerea, mentre la superficie con l'impronta era un wackstone fossilifero a foraminiferi e ostracodi senza indizi di esposizione subaerea. Nel complesso si trattava di sedimenti con facies tipiche di piana tidale, ascrivibili alla porzione interna delle piattaforme carbonatiche periadriatiche.
Ricerche storiche con la CMC (Compagnia Muratori Cementisti) che costruì il molo permise di identificare nella cava di Sarone, vicino a Pordenone, sull'altopiano del Cansiglio il luogo d'origine del blocco calcareo, con l'impronta. Questa è lunga 36 cm, e dalla caratteristiche si ritiene che sia stata lasciata da un teropode di dimensioni medio-grandi, solitamente indicati genericamente come carnosauri dagli studiosi di icnologia. Quattro anni dopo sullo stesso blocco è stata identificata un'orma attribuibile a un sauropode lunga circa 30 cm.

#### Sezze e monti Ausoni
Un sito a impronte è stato rinvenuto presso Sezze (Latina), nel luglio del 2003 da parte di un gruppo di studio che stava conducendo un'indagine scientifica per conto della XIII Comunità Montana dei Monti Lepini ed Ausoni, mirante a riportare alla luce resti scheletrici e potenziali superfici a impronte di dinosauri in coincidenza dei livelli cenomaniani della successione carbonatica laziale-abruzzese. I paleontologi Daniele Raponi e Fabio Marco Dalla Vecchia e il geologo Gaspare Morgante portarono alla luce in una cava di calcare ai piedi del comune lepino di Sezze più superfici a impronte contenenti orme e piste di dinosauri, sauropodi e teropodi, risalenti al Cenomaniano (circa 95 milioni di anni fa). Il sito è in fase di studio da parte del Dipartimento di Scienze della Terra dell'Università La Sapienza di Roma.
Nel 2016, i paleontologi Romano e Citton hanno analizzato morfometricamente delle impronte fossili di un teropode dal Cretacico inferiore, nell'Aptiano, del Lazio, precedentemente descritte da Citton et al. (2015) affermando che l'animale in questione possa essere un ornithomimosauro. Le tracce sono state osservate su un blocco di calcare, tra quelli utilizzati per il molo di Porto Canale - Rio Martina (provincia di Latina) provenienti dai monti Ausoni dove affiorano i calcari neritici del dominio interno della piattaforma carbonatica appenninica. Le impronte non formano solamente una pista, ma durante il suo moto il dinosauro pare essersi pure accovacciato lasciando i segni dei suoi tarsometarsi. Tuttavia, alcuni paleontologi non sono d'accordo su tale classificazione e queste impronte sono attribuite a un teropode generico di media taglia.

#### Monti Aurunci
Nel 2006 due speleologhi Maria Grazia Lobba e Sergio Nozzoli, che ricercavano cavità carsiche sui monti Aurunci riconobbero nel comune di Esperia in località San Martino, lungo la strada che conduce all'altopiano di Polleca, una serie di impronte riconducibili a dinosauri su una superficie di strato appartenente a calcari di età aptiana quindi del cretacico inferiore, riconducibili alla Piattaforma carbonatica appenninica. In totale sono state scoperte circa 80 impronte riconducibili a due tipologie: a) impronte tridattili, in cui è evidente la presenza di unghie, con dimensioni non superiori ai venti centimetri di lunghezza attribuibili a un teropode probabilmente lungo circa 2 metri, b) impronte ellittiche o circolari, con diametro variabile dai trenta ai quaranta centimetri attribuibili a dinosauri sauropodi erbivori di dimensioni ben maggiori.

#### Monte Cagno
Nel 2017, un gruppo di ricercatori dell'Istituto Nazionale di Geofisica e Vulcanologia (INGV) insieme a un team di icnologi dell'Università Sapienza di Roma, hanno rinvenuto quella che è la più grande impronta di dinosauro mai rinvenuta finora nell'area periadriatica. L'impronta misura 135 cm di lunghezza e comprende il piede e il metatarso, interpretabile come impronta della zampa di un dinosauro accovacciato in riposo, data la forma è da attribuirsi a un teropode, risalente al cretacico inferiore (tra i 125 e i 113 milioni di anni fa). L'impronta è stata rinvenuta su una superficie calcarea subverticale, situata a oltre 1 900 metri di quota sul Monte Cagno, nei pressi del paese di Rocca di Cambio, in provincia dell'Aquila.
Le impronte erano già note dal 2006, ma solo nel 2015 grazie all'utilizzo di droni è stato possibile lo studio di dettaglio delle impronte della parete, riportandole in un ambiente virtuale facilmente analizzabile al computer. Secondo Marco Romano, paleontologo del Museum für Naturkunde, "l'animale che ha lasciato tali impronte era un dinosauro predatore di grandi dimensioni, con una lunghezza stimabile al massimo tra i 7 e i 9 metri, che viveva su una piattaforma carbonatica caratterizzata da un ambiente molto simile a quello delle attuali Bahamas".

#### Porto Canale-Rio Martino (Latina)
Nel 2014 sono state scoperte da B. Tamiozzo e S. Panigutti delle orme tridattili su blocchi provenienti da una cava a Terracina del Cretaceo Inferiore (Aptiano-Albiano). Le impronte trovate sono attribuibili ad un teropode ornitomimosauro.